# ینس پیسلاک
ینس پیسلاک (انگلیسی: Jens Paeslack؛ زادهٔ ۲۵ فوریهٔ ۱۹۷۴) بازیکن فوتبال اهل آلمان است.
از باشگاه‌هایی که در آن بازی کرده‌است می‌توان به باشگاه فوتبال زاکسن لایپزیگ، باشگاه ورزشی لیماسول، باشگاه فوتبال سنت میرن، باشگاه فوتبال کارلسروهه، باشگاه ورزشی وستمانایا، و باشگاه فوتبال اس‌وی زاندهاوزن اشاره کرد.